# Rulyrana
Rulyrana es un género de anfibios anuros de la familia de las ranas de cristal (Centrolenidae). Anteriormente las especies de este género fueron incluidas en Cochranella.
Las especies del género se distribuyen por las laderas orientales de los Andes de Ecuador, Perú y posiblemente Bolivia; también las laderas orientales de la Cordillera Oriental en Colombia y las orientales de la Cordillera Central. La clasificación genérica en la familia Centrolenidae sigue la propuesta de Guayasamin et al. (2009).

## Especies
Se reconocen seis especies según ASW:
- Rulyrana adiazeta (Ruiz-Carranza & Lynch, 1991)
- Rulyrana flavopunctata (Lynch & Duellman, 1973)
- Rulyrana mcdiarmidi (Cisneros-Heredia, Venegas, Rada & Schulte, 2008)
- Rulyrana saxiscandens (Duellman & Schulte, 1993)
- Rulyrana spiculata (Duellman, 1976)
- Rulyrana susatamai (Ruiz-Carranza & Lynch, 1995)